# The Werewolf Cult Chronicles
The Werewolf Cult Chronicles is een Zweedse reeks horrorfilms. Ook al spelen ze allemaal al de films zich in verschillende tijden af; ze worden verbonden door de verhaallijn van een mensen die worden aangevallen door een weerwolf. De films zijn populair geworden doordat ze via een creative commons-licentie op het internet zijn gezet.

## De Films

### Chimera
Was de door Mike A. Martinez geregisseerde film was de eerste in de reeks. Het speelt zich af 2019 en gaat over een onderzoeker die uit een Noord-Canadees onderzoekslaboratorium gered wordt door een groep soldaten en door de vrieskou langs een groep weerwolven vluchten. De film is gratis te verkrijgen op de Internet Archive.

### Vietnam 1969
De tweede film uit de reeks werd geregisseerd door Ola Paulakoski en speelt zich in tegenstelling tot de eerste film af in het verleden. Zoals de titel al voorspelt gaat het over een groep soldaten tijdens de Vietnamoorlog. De film won verschillende prijzen en zat in de officiële selectie van het Cypres Film Festival. De film is gratis te verkrijgen op de Zweedse webpagina Glimz.net.

### Monsers of the Purple Twilight
Voor de derde film in de reeks gebruikte ze weer een andere regisseur deze keer was het Lars Johansson. Deze film gaat over een groep soldaten in de Eerste Wereldoorlog die de strijd aan moeten gaan met de weerwolven. De film is momenteel gratis te verkrijgen op de Internet Archive.

## Verwacht
Momenteel is de distributeur Pinguin Films bezig met het maken van de volgende films in de serie.
- Gitts Dreams
- No Such Thing as Werewolves
- The Bunker (weer geregisseerd door Ola Paulakoski)
- Zeitgeist
- Wolf of the Gulf
- The Holy Land

## Voetnoten
1. ↑  Internet Archive: Free Download: The Werewolf Cult Chronicles, Part I: Chimera
2. ↑  The Werewolf cult chronicles: Vietnam 1969 - watch film now at Glimz.net
3. ↑  Internet Archive: Free Download: The Werewolf Cult Chronicles, Monsters of the Purple Twilight